# Pablo Lunati
Pablo Alejandro Lunati (5 de junho de 1967) é um ex-árbitro de futebol argentino. Ele se aposentou em 2016, após ter sido flagrado nas arquibancadas do Monumental de Núñez na torcida do River Plate.

## Carreira
Sua estreia na Primera División Argentina deu-se em 2004, sendo nomeado árbitro FIFA três anos mais tarde. Em partidas internacionais apareceu nas Eliminatórias Sul-Americanas para a Copa do Mundo FIFA de 2010, no jogo entre Colômbia 0 x 1 Paraguai.